# روسسوو
روسسوو (به آلمانی: Rossow) یک شهر در آلمان است که در فرپومرن-گرایفسوالد واقع شده‌است. روسسوو ۴۴۰ نفر جمعیت دارد.